# Gösta Lindh
Gustaf Lennart "Gösta" Lindh, född 8 februari 1924 i Örebro, död 4 januari 1984 i Örebro, var en svensk fotbollsspelare. Han blev olympisk bronsmedaljör i Helsingfors 1952.